# Луценко, Игорь Викторович

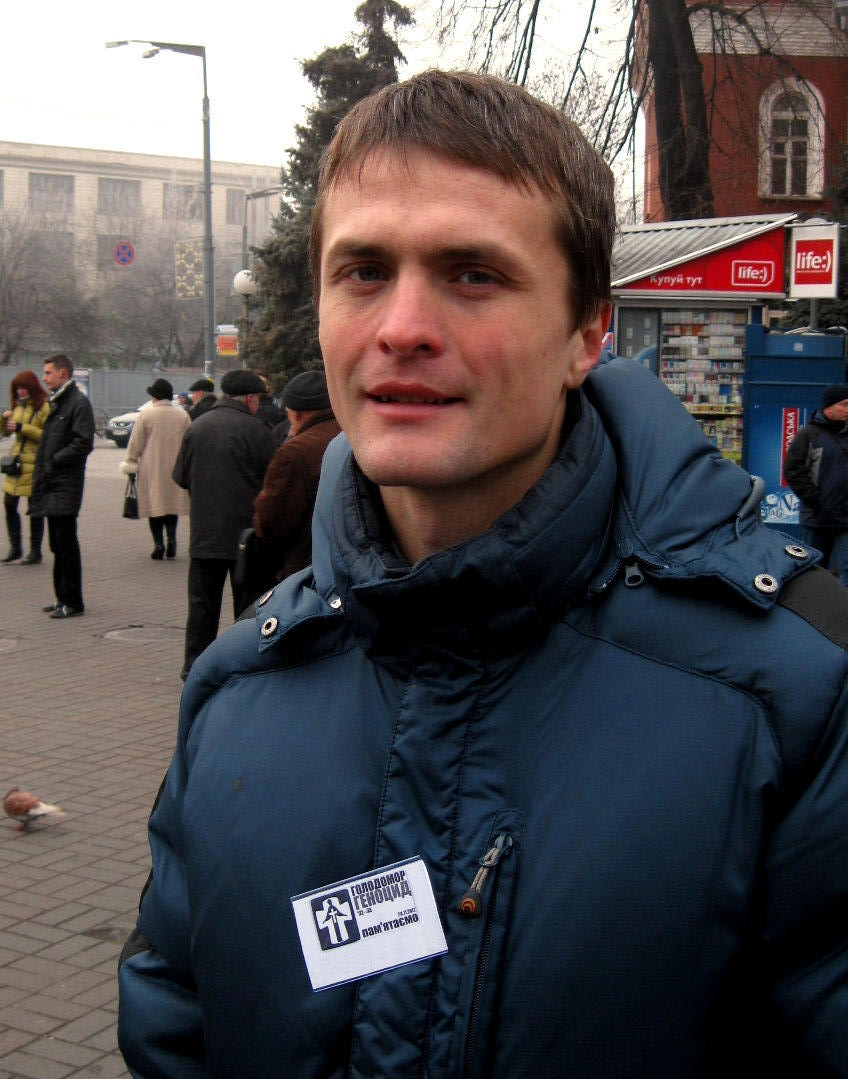
Игорь Луценко в ноябре 2012 года

И́горь Ви́кторович Луце́нко (укр. Ігор Вікторович Луценко; род. 10 ноября 1978, Киев, Украинская ССР, СССР) — украинский журналист, общественный деятель и политик. Народный депутат Украины с 27 ноября 2014 года.

## Биография
Игорь Луценко родился 10 ноября 1978 года в семье врачей в Киеве. В 2000 году окончил Киево-Могилянскую академию, а в 2002 году получил диплом магистра экономики в EERC (ныне Киевская школа экономики).
Работал консультантом Международного центра перспективных исследований, редактором журнала «Компаньйон», редактором раздела «Большие деньги» журнала «Власть денег», редактором раздела «Бизнес» журнала «Корреспондент», главным редактором «Экономической правды» в интернет-издании «Украинская правда».
Во время Евромайдана был заместителем коменданта протестного лагеря в Киеве. 21 января 2014 года был похищен неизвестными вместе с Юрием Вербицким.
В 2014 году был избран депутатом Киевского городского совета по списку партии «Батькивщина» (третий номер в партийном списке). С июня 2014 года по 2015 год был председателем постоянной комиссии Киевсовета по вопросам культуры и туризма.
Луценко является одним из основателей и активистов общественного движения «Сохрани старый Киев».
Летом — осенью 2014 года Луценко служил в батальоне «Азов».

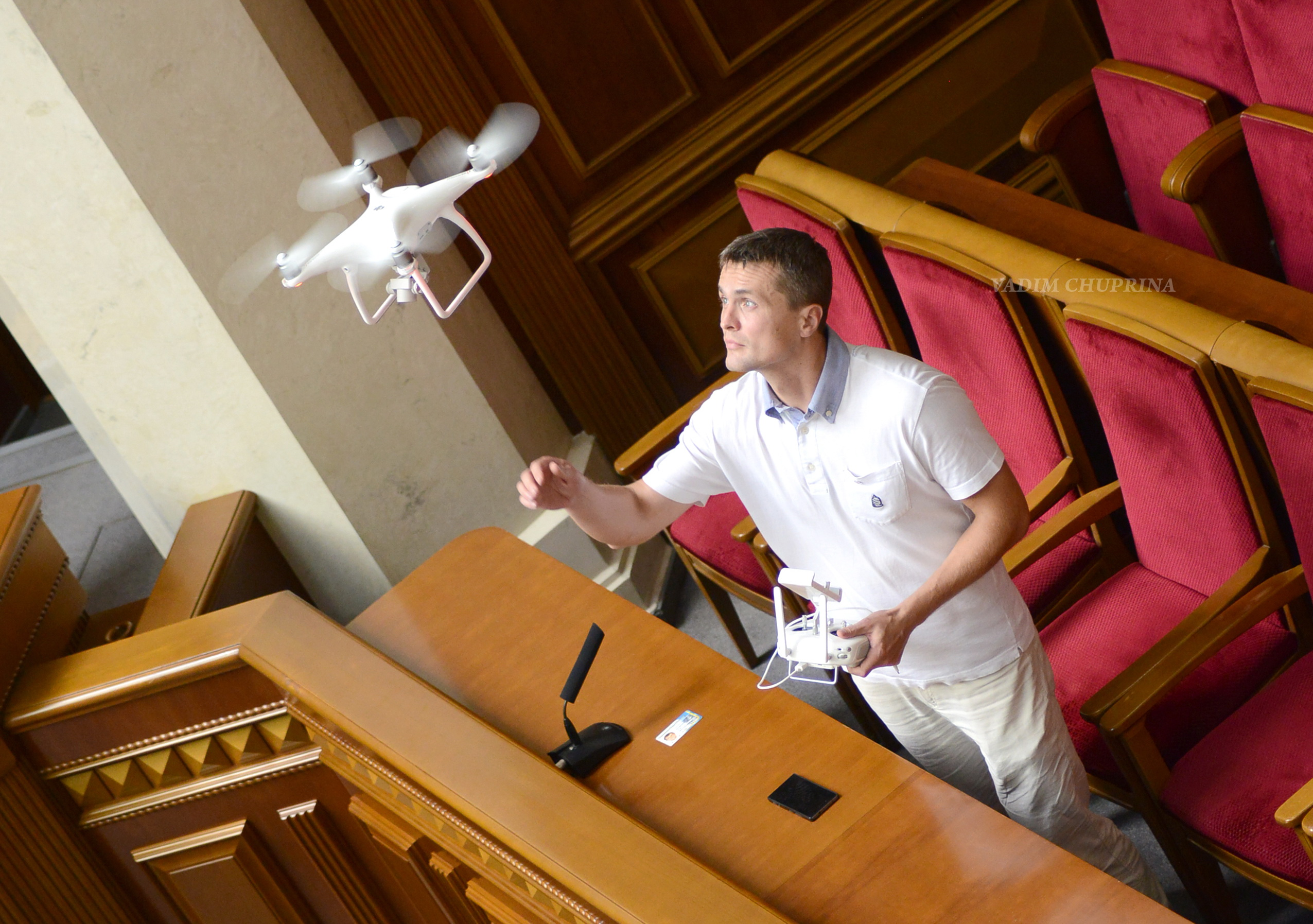
Игорь Луценко в Верховной раде Украины в 2016 году

С 27 ноября 2014 года — народный депутат Украины от партии «Батькивщина». Член комитета Верховной рады по вопросам предотвращения и противодействия коррупции.
Выступил одним из сторонников принятия закона «О государственном языке», проект которого был внесён 21 января в Раду (закон предусматривает использование только исключительно украинского языка во всех органах власти, самоуправления, в дошкольных, школьных, внешкольных и высших учебных заведениях, на всех культурно-массовых мероприятиях, в сфере обслуживания, СМИ и книгопечатании). Луценко заявил: «…политики, депутаты, которые не знают госязыка, должны молчать...У нас украинское государство. Люди выбрали нардепов не для того, чтобы они занимались продвижением языка Достоевского, Авакова и Моторолы».
В октябре 2018 года Фонд гарантирования вкладов физических лиц передал в Национальное антикоррупционное бюро Украины материалы о возможном уголовном правонарушении, совершенном Игорем Луценко в 2015 году: вывод 750 тыс. грн. из банка "Киевская Русь", который находился в состоянии банкротства.
25 декабря 2018 года был включён в список лиц, в отношении которых Россия ввела санкции.

### Семья
Отчим — Владимир Стельмах.
Был женат на Марии Лебедевой.